# Conselho de Castela

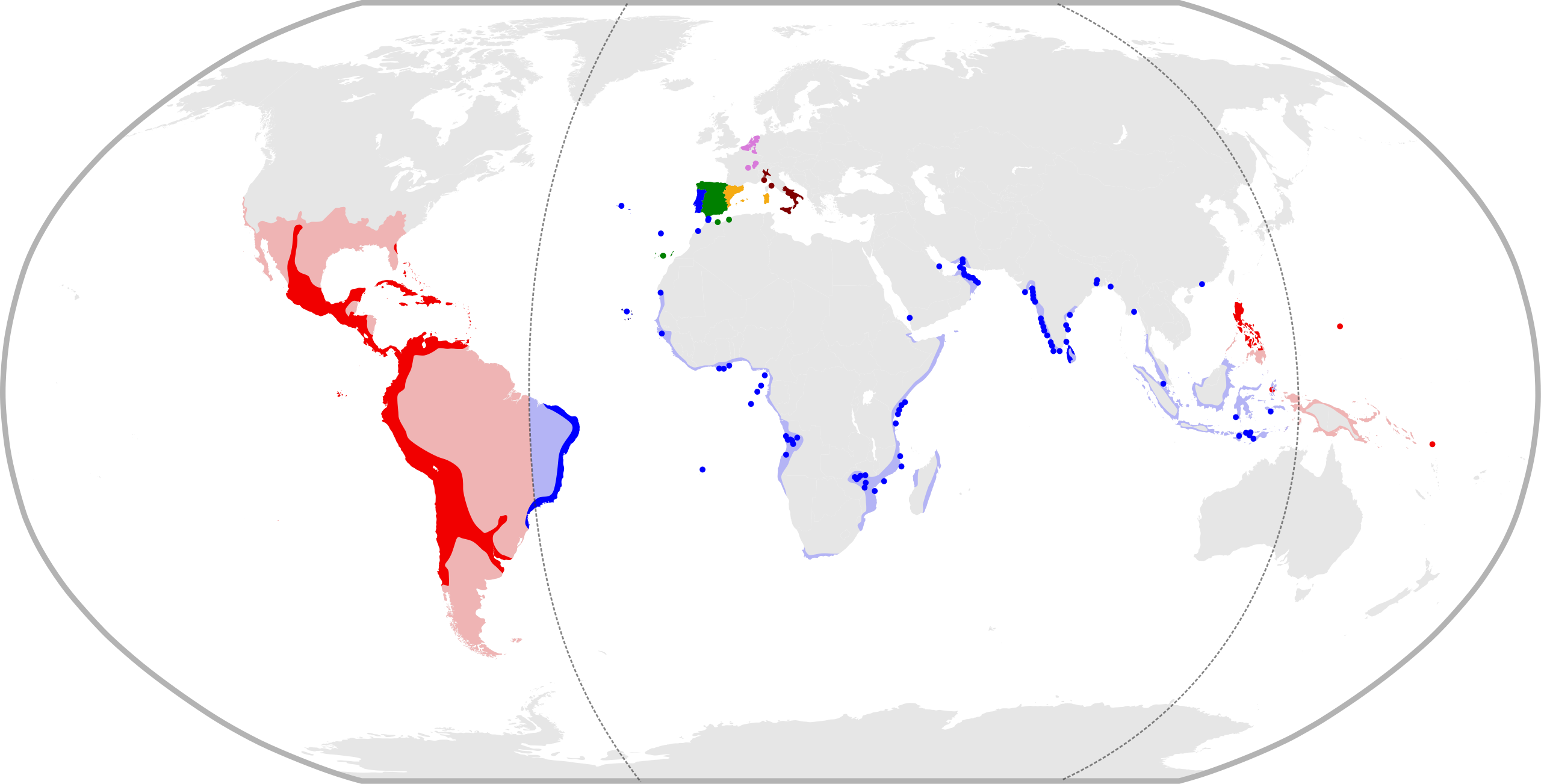
Mapa do Império Hispano-Português em 1598.
Territórios administrados pelo Conselho de Castela
Territórios administrados pelo Conselho de Aragão
Territórios administrados pelo Conselho de Portugal
Territórios administrados pelo Conselho da Itália
Territórios administrados pelo Conselho das Índias
Territórios nomeados para o Conselho de Flandres

O Conselho de Castela era a coluna vertebral e principal centro de poder da estrutura de governo da monarquia espanhola durante a Idade Moderna (séculos XVI ao XIX).

## História
Como Conselho Real, o Conselho de Castela era a segunda dignidade do reino, após o rei. Foi criado no final do século XIV (1385), por João I de Castela, após o desastre da Batalha de Aljubarrota.
No início contava com doze membros, quatro de cada um das seguintes ordens: representantes do clero, das cidades e da nobreza. Em 1442 a nobreza aumentou sua influência, conseguindo uma reforma que aumentava para 60 o número de membros.
Nas Cortes de Toledo de 1480 os Reis Católicos o dotaram de maior entidade jurídica e institucional, assim como regularam a natureza da composição de seus membros: um Presidente (eclesiástico), dois ou três nobres e oito ou nove letrados. Após esta reforma o Conselho ficou muito vinculado à vontade do rei. Se tratava de uma composição que se considerava necessária à existência de uma representação equilibrada das ordens. Com Filipe II (1598) e com Filipe V, se realizaram reformas substanciais.
Herdeiro e sinônimo de Conselho Real (a instituição medieval que aconselhava as decisões políticas a tomar pelo rei), com a ampliação territorial dos Reis Católicos e a multiplicação do número de Conselhos territoriais e temáticos, o Conselho de Castela passou a especializar-se no governo interior dos reinos da coroa de Castela, a parte mais importante da monarquia tanto em extensão (a parte ocidental e central da Península Ibérica, com exceção de Portugal), como em provação e riqueza. Também era o conjunto territorial juridicamente mais coesionado e em que a autoridade real tinha menos entraves e podia extrair mais impostos, com exceção dos territórios forais situados ao norte, especialmente as três províncias bascas. Sob o reinado de Carlos I, o Conselho de Estado se tornou independente pelo auge da política exterior.
O século XVIII, com o fim da dinastia, a Guerra de Sucessão Espanhola e os Decretos de Nova Planta, significou um aumento do poder do Conselho de Castela. É o período em que Melchor de Macanaz chega a ser seu fiscal.
A segunda metade do século XVIII e o começo do XIX (até a Guerra de Independência em que a descontinuidade da monarquia obriga a reinventar o sistema político com a Constituição de Bayona em um local e a Constituição de Cádiz em outro) podem considerar-se como um período de esplendor, o que atesta personagens como Pedro Rodríguez de Campomanes ou Jovellanos, fiscais deste órgão ao serviço do despotismo esclarecido de Carlos III e Carlos IV.
Como sala de jurisdição particular sobre o lugar de residência do Rei, foi fixado em Madri desde Filipe II.